# Mayer-von-Rosenau-Park

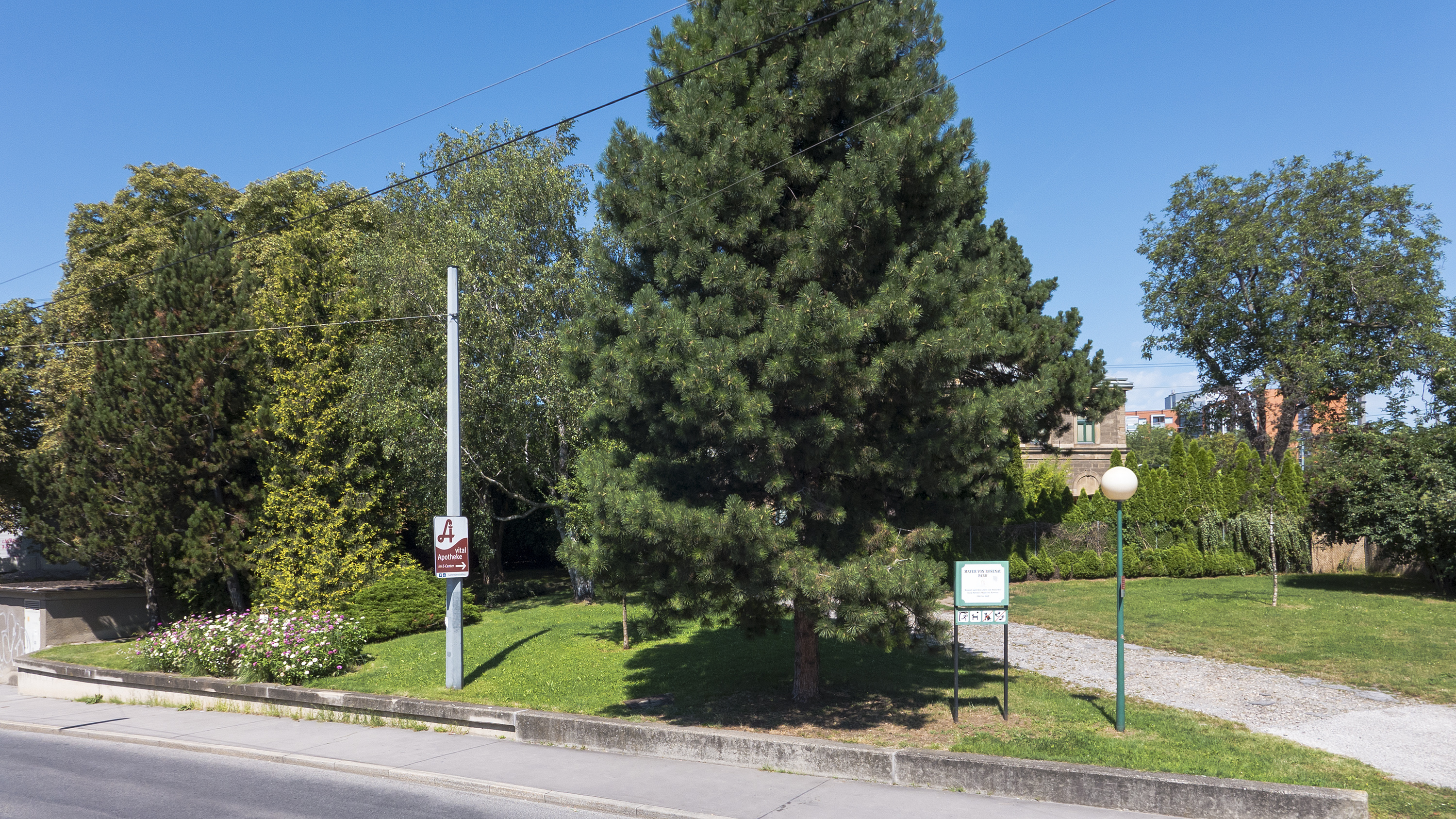
Mayer-von-Rosenau-Park (2016)

Der Mayer-von-Rosenau-Park ist ein Wiener Park im 23. Bezirk, Liesing.

## Beschreibung
Der Mayer-von-Rosenau-Park ist ein ca. 1.700 m² großer Beserlpark in Atzgersdorf.
Er befindet sich in der Endresstraße gegenüber der S-Bahn-Station Atzgersdorf. Diese ist gegenüber dem alten Bahnhof Atzgersdorf-Mauer etwas verschoben, das ehemalige Aufnahmsgebäude befindet sich unmittelbar neben dem Park, ist aber durch einen Zaun von ihm abgetrennt.

## Geschichte

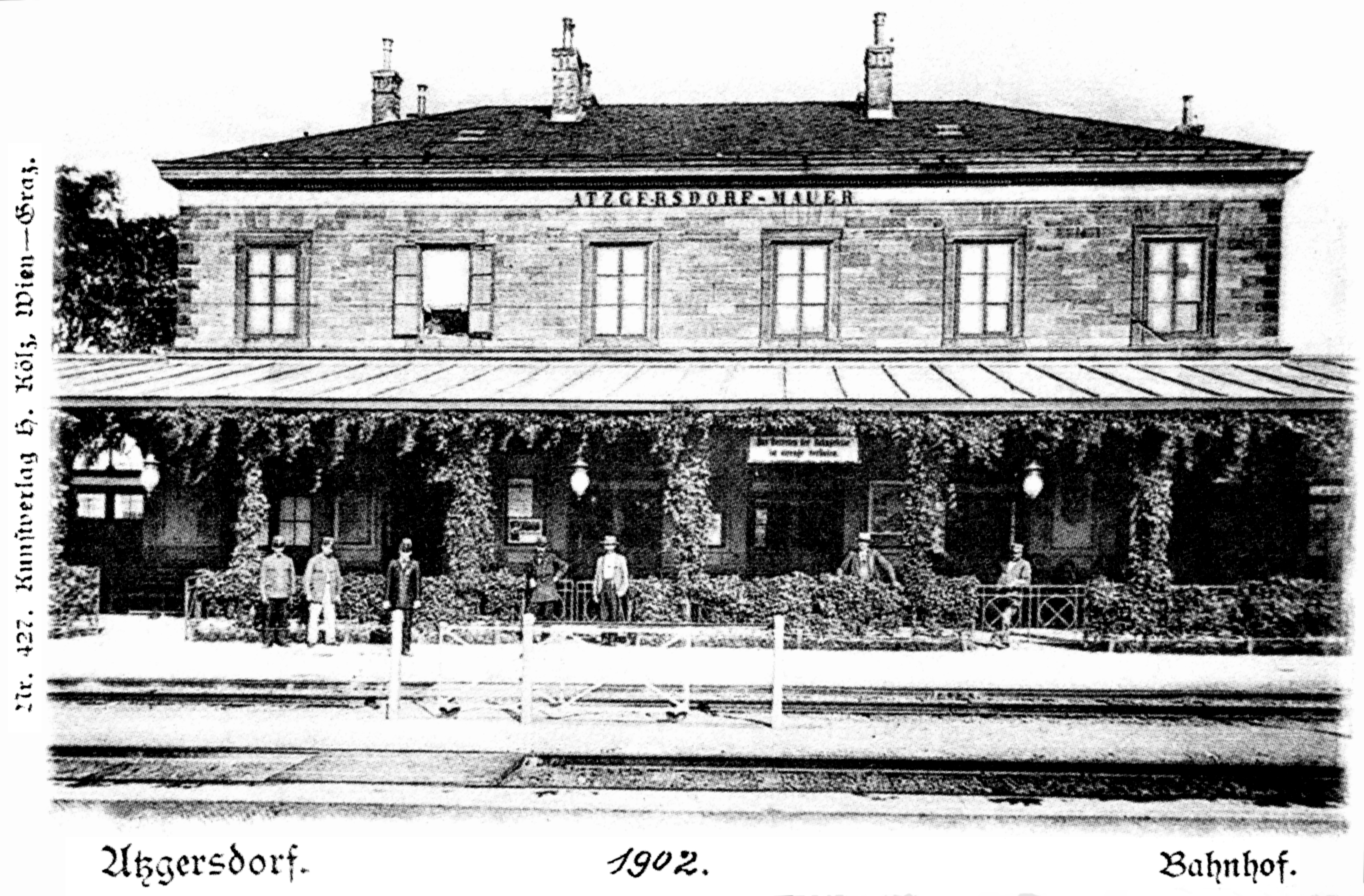
Der ehemalige Namensgeber: Bahnhof Atzgersdorf-Mauer (1902)

Der Mayer-von-Rosenau-Park wurde am 19. Mai 1954 im Gemeinderatsausschuss für Kultur der Stadt Wien nach dem Lehrer und Lokalhistoriker von Atzgersdorf, David Silvester Mayer von Rosenau (1851–1943) benannt. Zuvor hieß er Bahnhofpark.

## Sehenswürdigkeiten

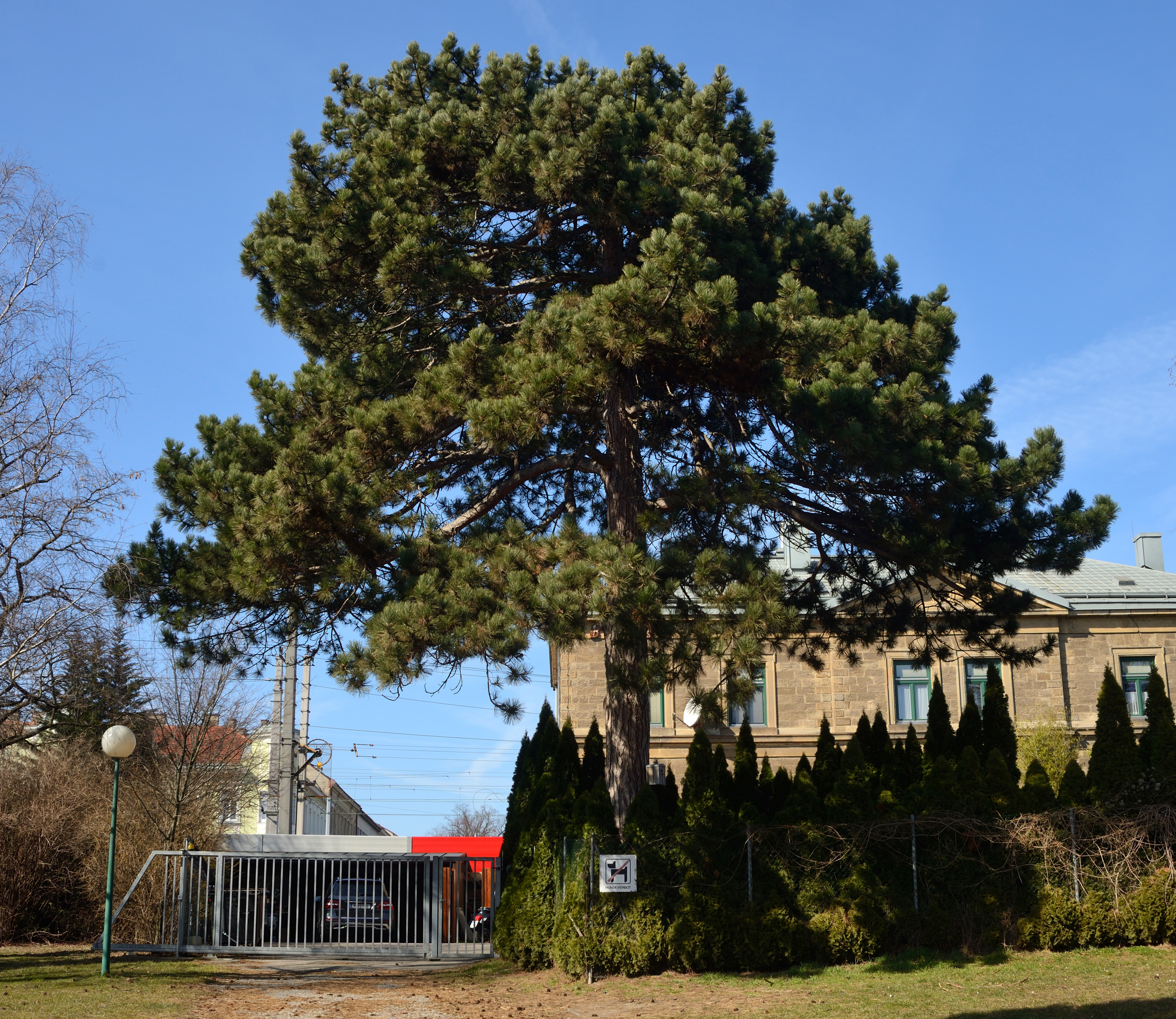
Naturdenkmal 583 – Schwarzkiefer (2015)

Im Mayer-von-Rosenau-Park befindet sich das Naturdenkmal 583, eine Schwarzkiefer (Pinus nigra).